# Adriapontia aethiopica
Adriapontia aethiopica är en tvåvingeart som beskrevs av Ozerov 2000. Adriapontia aethiopica ingår i släktet Adriapontia och familjen svängflugor.
Artens utbredningsområde är Etiopien. Inga underarter finns listade i Catalogue of Life.